# Ponte (Rione)

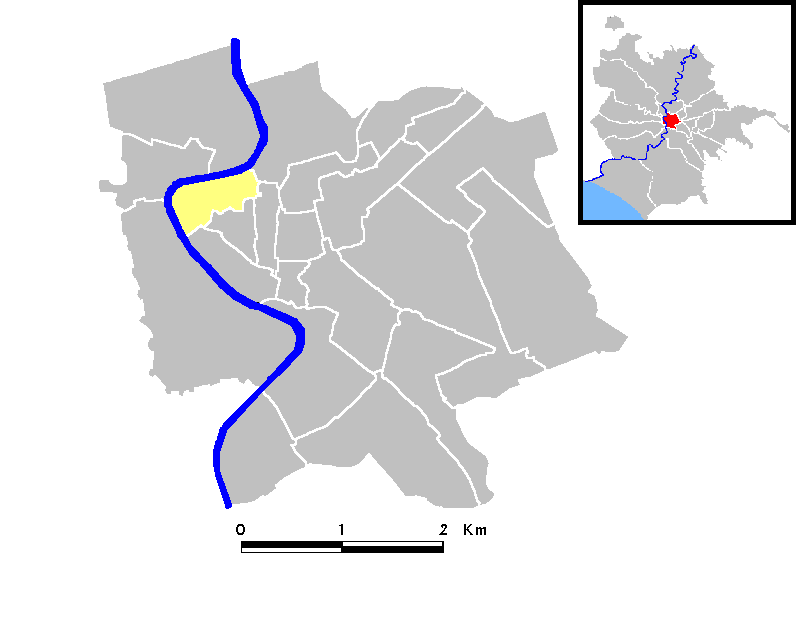
Lage von Ponte in Rom

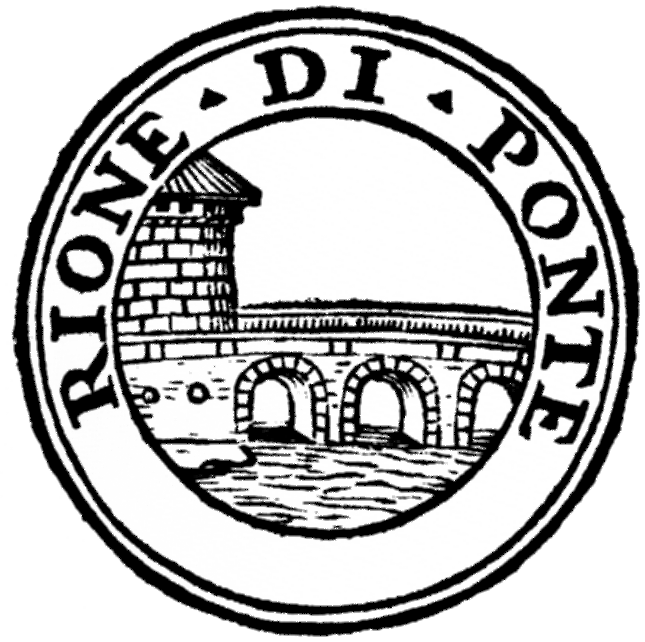
Wappen von Ponte

Ponte (italienisch für Brücke) ist der V. Rione (Stadtteil) von Rom. Er umfasst das linke Tiberufer im ehemaligen Marsfeld gegenüber der Engelsburg.

## Geschichte
Der Name Ponte bezieht sich auf die Engelsbrücke, die wichtigste Verbindung für die Pilger zum Petersdom. Ursprünglich war das Viertel Teil des Rione Borgo.

## Weblinks

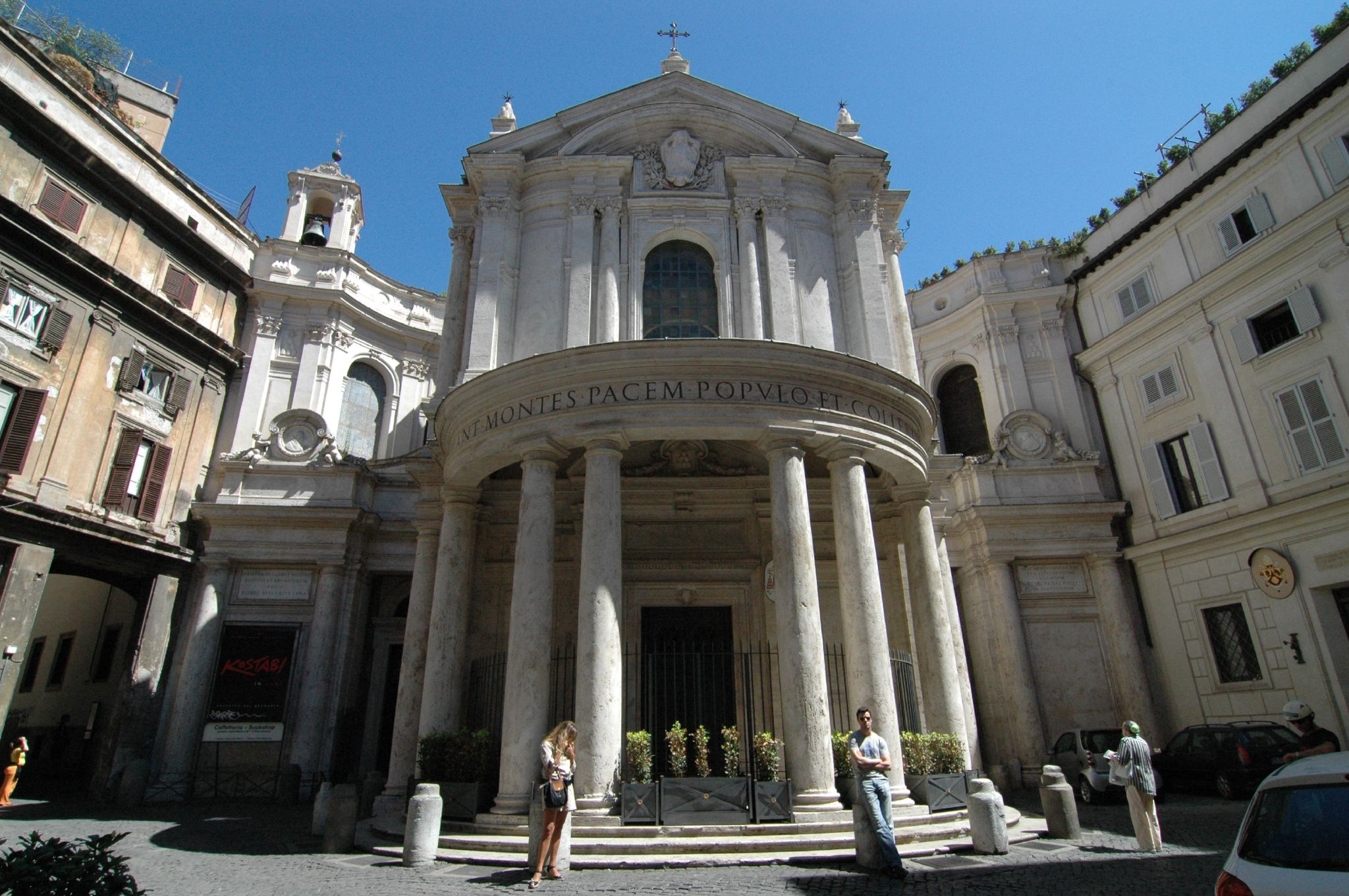
Santa Maria della Pace

## Wappen
Das Wappen zeigt eine Brücke.